# Я солдат, мама
«Я солдат, мама» — советский художественный фильм, снятый греческо-советским режиссёром Маносом Захариасом на киностудии «Мосфильм» в 1966 году. Премьера фильма состоялась в феврале 1966 года.

## Сюжет
О столкновении характеров — опытного старшины роты и трудного, неподдающегося дисциплине новобранца — в новых условиях мирной армии, где на первом месте необходимость овладения большим комплексом технических знаний. Старшине потребуется немало усилий, чтобы солдат сам понял необходимость воинской службы.

## В ролях
- Сергей Шакуров — новобранец Пеганов
- Валентин Зубков — старшина
- Любовь Соколова — мама сержанта
- Пётр Савин — полковник
- Владимир Грамматиков
- Клавдия Хабарова — мать
- Герман Качин
- Адольф Ильин — Анейчик
- Владимир Ферапонтов
- Зинаида Воркуль
- Инна Фёдорова

## Съёмочная группа
- Режиссёр: Манос Захариас
- Сценарист: Леонид Ризин
- Оператор: Александр Харитонов
- Композитор: Джон Тер-Татевосян
- Художник: Абрам Фрейдин

## Интересные факты
- Первая роль в кино Сергея Шакурова.